# جون مارتن (لاعب كريكت أسترالي)
جون مارتن (8 مايو 1942 في المملكة المتحدة - ) (بالإنجليزية: John Martin)‏ هو لاعب كريكت أسترالي.

## وصلات خارجية
- جون مارتن (لاعب كريكت أسترالي) على موقع إي آس بي آن كريك إنفو (الإنجليزية)